# Opisthopappus taihangensis
 Opisthopappus taihangensis  (Y. Ling) C.Shih, 1979 è una specie di piante angiosperme dicotiledoni della famiglia delle Asteraceae, sottofamiglia Asteroideae,  tribù Anthemideae (clade Asian-southern African grade) e sottotribù Artemisiinae.  Opisthopappus taihangensis è anche l'unica specie del genere  Opisthopappus   C.Shih, 1979.

## Etimologia
Il nome generico (Opisthopappus) deriva d due parole greche "opistho" (= dietro) e "pappus" (è la parte apicale piumata degli acheni).  L'epiteto specifico ( taihangensis) si riferisce alla catena montuosa Taihang della Cina centrale, probabile origine endemica della specie (uno dei siti di ritrovamento della pianta è la provincia cinese di Shanxi a ovest del gruppo montuoso Taihang).
Il nome scientifico della specie è stato definito dai botanici Y.Ling e Chu Shih (1934-2005) nella pubblicazione " Acta Phytotaxonomica Sinica. [Chih su fen lei hsüeh pao.]. Beijing" ( Acta Phytotax. Sin. 17(3): 112) del 1979. Il nome scientifico del genere è stato definito nella stessa pubblicazione.

## Descrizione
Portamento. Le specie di questa voce è un'erba perenne aromatica. L'indumento consiste in peli basifissi.
Fusto. La parte aerea in genere è eretta, semplice o ramosa colorata di rosso porpora. La parte basale può essere legnosa. Altezza media: 10 - 30 cm.
Foglie. Le foglie lungo il caule sono disposte in modo alterno con lamina a forma ovata, largamente ovata o ellittica, di tipo 1-2-pennatosetta. Dimensione delle foglie: 2,5 - 3,5 × 2 - 2,5 cm.
Infiorescenza. Le sinflorescenze sono formate da capolini o solitari o 2 - 3 raccolti in modo corimboso lasso. Le infiorescenze vere e proprie sono composte da un capolino terminale peduncolato di tipo radiato. I capolini sono formati da un involucro, con forme emisferiche, composto da diverse brattee, al cui interno un ricettacolo fa da base ai fiori di due tipi: fiori del raggio e fiori del disco. Le brattee, piatte e a consistenza erbacea, sono disposte in modo più o meno embricato su più serie (da 3 a 4). Il ricettacolo, da emisferico a conico, è sprovvisto di pagliette avvolgenti la base dei fiori. Le brattee al margine sono ampie e membranose. Diametro involucro: 1,5 cm.
Fiori.  I fiori sono tetra-ciclici (formati cioè da 4 verticilli: calice – corolla – androceo – gineceo) e pentameri (calice e corolla formati da 5 elementi). Si distinguono in:
- fiori del raggio (esterni): sono femminili, fertili e sono disposti su una serie; la forma è ligulata (zigomorfa);
- fiori del disco (centrali): sono più numerosi con forme brevemente tubulose (attinomorfe); sono ermafroditi fertili.

- Formula fiorale:

*/x K {\displaystyle \infty }, [C (5), A (5)], G 2 (infero), achenio
- Calice: i sepali del calice sono ridotti ad una coroncina di squame.

- Corolla: 
  - fiori del raggio: la forma della corolla alla base è più o meno tubulosa-imbutiforme, mentre all'apice è ligulata; la ligula può terminare tre denti; il colore è bianco o rosa;
  - fiori del disco: la forma è tubulare bruscamente divaricata in 5 lobi; i lobi, patenti o eretti, hanno una forma deltata o più o meno lanceolata; il colore in genere è giallo.

- Androceo: l'androceo è formato da 5 stami (alternati ai lobi della corolla) sorretti da filamenti generalmente liberi e sottili; gli stami sono connati e formano un manicotto circondante lo stilo. Le antere possono essere sia di tipo basifissa che medifissa (ossia attaccate al filamento per la base – nel primo caso; oppure in un punto intermedio – nel secondo caso).[14] Questa caratteristica ha valore tassonomico in quanto distingue i generi gli uni dagli altri. Normalmente le antere variano da ottuse (arrotondate) a leggermente appuntite alla base (o anche caudate); in alcune piante le appendici sono triangolari, lineari o ellittiche. Il tessuto endoteciale (rivestimento interno dell'antera) non è polarizzato. Il polline è sferico con un diametro medio di circa 25 micron;  è tricolporato (con tre aperture sia di tipo a fessura che tipo isodiametrica o poro) ed è più o meno echinato (con punte sporgenti).

- Gineceo: l'ovario è infero uniloculare formato da 2 carpelli. Lo stilo (il recettore del polline) è profondamente bifido (con due stigmi divergenti) e con le linee stigmatiche marginali separate o contigue. I due bracci dello stilo hanno una forma troncata e possono essere papillosi o ricoperti da ciuffi di peli.

Frutti. I frutti sono degli acheni senza pappo. Gli acheni hanno una forma obovoide con 3 - 5 coste; l'apice è arrotondato con una corona di 4 - 6 piccole scaglie. Il pericarpo può possedere delle cellule mucillaginifere, mentre le sacche di resina sono assenti. Dimensione dell'achenio: 1,2 mm.

## Biologia
Impollinazione: tramite insetti (impollinazione entomogama tramite farfalle diurne e notturne).

Riproduzione: la fecondazione avviene fondamentalmente tramite l'impollinazione dei fiori.

Dispersione: i semi cadono a terra e vengono dispersi soprattutto da insetti come formiche (disseminazione mirmecoria). Un altro tipo di dispersione è zoocoria: gli uncini delle brattee dell'involucro (se presenti) si agganciano ai peli degli animali di passaggio che portano così i semi anche su lunghe distanze. Inoltre per merito del pappo (se presente) il vento può trasportare i semi anche per alcuni chilometri (disseminazione anemocora).

## Distribuzione e habitat
La specie di questa voce è distribuita in Cina.

## Sistematica
La famiglia di appartenenza di questa voce (Asteraceae o Compositae, nomen conservandum) probabilmente originaria del Sud America, è la più numerosa del mondo vegetale, comprende oltre 23.000 specie distribuite su 1.535 generi, oppure 22.750 specie e 1.530 generi secondo altre fonti (una delle checklist più aggiornata elenca fino a 1.679 generi). La famiglia attualmente (2021) è divisa in 16 sottofamiglie; la sottofamiglia Asteroideae è una di queste e rappresenta l'evoluzione più recente di tutta la famiglia.

### Filogenesi
l gruppo di questa voce è descritto nella tribù Anthemideae, una delle 21 tribù della sottofamiglia Asteroideae). In base alle ultime ricerche nella tribù sono stati individuati (provvisoriamente) 4 principali lignaggi (o cladi): "Southern hemisphere grade", "Asian-southern African grade", "Eurasian grade" e "Mediterranean clade". Il genere  GENERE  (insieme alla sottotribù Artemisiinae) è incluso nel clade Asian-southern African grade..
Da un punto di vista filogenetico il genere  Opisthopappus , nell'ambito della sottotribù, occupa una posizione centrale e fa parte del "Ajania Group". In precedenti trattazioni faceva parte del "Handelia Group" (sempre nella stessa sottotribù).
I caratteri distintivi della specie  Opisthopappus taihangensis sono:
- l'indumento si compone di peli basifissi;
- all'apice degli acheni è presente una coroncina di 4 - 6 scaglie.

### Sinonimi
Sono elencati alcuni sinonimi per questa entità:
- Chrysanthemum taihangense Y.Ling
- Opisthopappus longilobus C.Shih